# Collegio di Haltemprice and Howden
Haltemprice and Howden è stato un collegio elettorale inglese della Camera dei comuni del Parlamento del Regno Unito, situato nell'Humberside. Eleggeva un membro del Parlamento con il sistema maggioritario a turno unico. Il collegio è stato abolito in occasione della revisione periodica del 2024, e il rappresentante del collegio durante la sua intera esistenza è stato il conservatore David Davis, Segretario di Stato per l'uscita dall'Unione europea nel governo di Theresa May dal 2016 al 2018.

## Estensione
Il collegio ricopriva una grande area che si estendeva dal confine di Kingston upon Hull ad est fino ai margini di Goole ad ovest, e a nord fino a Holme-on-Spalding-Moor negli Yorkshire Wolds. La maggioranza della popolazione si trovava nei villaggi di Willerby, Kirk ella, Anlaby  e Cottingham; la parte rurale di Howdenshire costituiva il centro geografico del collegio, ma era scarsamente abitato.
Il collegio comprendeva molte città e villaggi lungo la strada A63, tra cui Brough, Elloughton, South Cave, North Ferriby, Swanland, Gilberdyke, Newport, Welton e Melton:
- 2010–2024: i ward del distretto di East Riding of Yorkshire di Cottingham North, Cottingham South, Dale, Howden, Howdenshire, South Hunsley, Tranby e Willerby and Kirk Ella.
- 1997–2010: i ward del borgo of Boothferry di East Derwent, East Howdenshire, Gilberdyke, Holme upon Spalding Moor, Howden, Mid Howdenshire e North Cave, e i ward dell'East Yorkshire Borough of Beverley di Anlaby, Brough, Castle, Kirk Ella, Mill Beck and Croxby, Priory, Skidby and Rowley, South Cave, Springfield, Swanland e Willerby.

## Storia
La Electoral Reform Society considerava Haltemprice and Howden il secondo seggio più sicuro della nazione dopo North Shropshire. Considerando i precedenti collegi che si estendevano sulla stessa area, la Society considerava che questo seggio fosse detenuto in maniera continuativa dal Partito Conservatore sin dalle elezioni del 1837.
Il collegio fu creato per le elezioni del 1997, e copre un'area che in precedenza era appartenuta a Beverley e Boothferry. Nel 1997 venne eletto il conservatore David Davis, che era stato in precedenza deputato di Boothferry. Davis fu rieletto a tutte le successive elezioni.
L'area fu classificata come la decima più ricca del Regno Unito nella classifica del 2003 di Barclays Private Clients.

### Elezione suppletiva del 2008
Il 12 giugno 2008, il giorno dopo il voto sull'estensione della detenzione per sospetti terroristici, con una mossa inattesa Davis si dimise da deputato. Egli affermò che la sua intenzione era di provocare un'elezione suppletiva per incoraggiare un dibattuto pubblico più ampio sul tema dell'erosione percepita delle libertà civili.
Davis si dimise formalmente da deputato il 18 giugno 2008, e l'elezione suppletiva avvenne il 10 luglio 2008; Davis riottenne il seggio.

## Membri del Parlamento
| Elezione | Elezione | Deputato         | Partito          |
| -------- | -------- | ---------------- | ---------------- |
|          | 1997     | David Davis      | Conservatore     |
|          | 2024     | Collegio abolito | Collegio abolito |

## Risultati elettorali

### Elezioni negli anni 2010
| Partito                    | Partito                                   | Candidato                  | Risultati 12 dicembre 2019 | Risultati 12 dicembre 2019 |
| Partito                    | Partito                                   | Candidato                  | Voti                       | %                          |
| -------------------------- | ----------------------------------------- | -------------------------- | -------------------------- | -------------------------- |
|                            | Conservatore                              | David Davis                | 31 045                     | 62,37                      |
|                            | Laburista                                 | George Ayre                | 10 716                     | 21,53                      |
|                            | Lib Dem                                   | Linda Johnson              | 5 215                      | 10,48                      |
|                            | Verdi                                     | Angela Stone               | 1 764                      | 3,54                       |
|                            | Yorkshire                                 | Richard Honnoraty          | 1 039                      | 2,09                       |
|                            |                                           |                            |                            |                            |
| Iscritti                   | Iscritti                                  | Iscritti                   | 71 083                     | 100,00                     |
| ↳ Votanti (% su iscritti)  | ↳ Votanti (% su iscritti)                 | ↳ Votanti (% su iscritti)  | 49 779                     | 70,03                      |
| ↳ Astenuti (% su iscritti) | ↳ Astenuti (% su iscritti)                | ↳ Astenuti (% su iscritti) | 21 304                     | 29,97                      |
|                            |                                           |                            |                            |                            |
|                            | Esito: collegio confermato a Conservatore |                            |                            |                            |

| Partito                    | Partito                                   | Candidato                  | Risultati 8 giugno 2017 | Risultati 8 giugno 2017 |
| Partito                    | Partito                                   | Candidato                  | Voti                    | %                       |
| -------------------------- | ----------------------------------------- | -------------------------- | ----------------------- | ----------------------- |
|                            | Conservatore                              | David Davis                | 31 335                  | 60,94                   |
|                            | Laburista                                 | Hollie Devanney            | 15 950                  | 31,02                   |
|                            | Lib Dem                                   | David Nolan                | 2 482                   | 4,83                    |
|                            | Yorkshire                                 | Diana Wallis               | 942                     | 1,83                    |
|                            | Verdi                                     | Angela Needham             | 711                     | 1,38                    |
|                            |                                           |                            |                         |                         |
| Iscritti                   | Iscritti                                  | Iscritti                   | 71 049                  | 100,00                  |
| ↳ Votanti (% su iscritti)  | ↳ Votanti (% su iscritti)                 | ↳ Votanti (% su iscritti)  | 51 440                  | 72,40                   |
| ↳ Astenuti (% su iscritti) | ↳ Astenuti (% su iscritti)                | ↳ Astenuti (% su iscritti) | 19 609                  | 27,60                   |
|                            |                                           |                            |                         |                         |
|                            | Esito: collegio confermato a Conservatore |                            |                         |                         |

| Partito                    | Partito                                   | Candidato                  | Risultati 7 maggio 2015 | Risultati 7 maggio 2015 |
| Partito                    | Partito                                   | Candidato                  | Voti                    | %                       |
| -------------------------- | ----------------------------------------- | -------------------------- | ----------------------- | ----------------------- |
|                            | Conservatore                              | David Davis                | 26 414                  | 54,17                   |
|                            | Laburista                                 | Edward Hart                | 10 219                  | 20,96                   |
|                            | UKIP                                      | John Kitchener             | 6 781                   | 13,91                   |
|                            | Lib Dem                                   | Carl Minns                 | 3 055                   | 6,27                    |
|                            | Verdi                                     | Tim Greene                 | 1 809                   | 3,71                    |
|                            | Yorkshire                                 | Diana Wallis               | 479                     | 0,98                    |
|                            |                                           |                            |                         |                         |
| Iscritti                   | Iscritti                                  | Iscritti                   | 71 178                  | 100,00                  |
| ↳ Votanti (% su iscritti)  | ↳ Votanti (% su iscritti)                 | ↳ Votanti (% su iscritti)  | 48 757                  | 68,50                   |
| ↳ Astenuti (% su iscritti) | ↳ Astenuti (% su iscritti)                | ↳ Astenuti (% su iscritti) | 22 421                  | 31,50                   |
|                            |                                           |                            |                         |                         |
|                            | Esito: collegio confermato a Conservatore |                            |                         |                         |

| Partito                    | Partito                                   | Candidato                  | Risultati 6 maggio 2010 | Risultati 6 maggio 2010 |
| Partito                    | Partito                                   | Candidato                  | Voti                    | %                       |
| -------------------------- | ----------------------------------------- | -------------------------- | ----------------------- | ----------------------- |
|                            | Conservatore                              | David Davis                | 24 486                  | 50,24                   |
|                            | Lib Dem                                   | Jon Neal                   | 12 884                  | 26,44                   |
|                            | Laburista                                 | Danny Marten               | 7 630                   | 15,66                   |
|                            | BNP                                       | James Cornell              | 1 583                   | 3,25                    |
|                            | Democratici                               | Joanne Robinson            | 1 485                   | 3,05                    |
|                            | Verdi                                     | Shan Oakes                 | 669                     | 1,37                    |
|                            |                                           |                            |                         |                         |
| Iscritti                   | Iscritti                                  | Iscritti                   | 70 429                  | 100,00                  |
| ↳ Votanti (% su iscritti)  | ↳ Votanti (% su iscritti)                 | ↳ Votanti (% su iscritti)  | 48 737                  | 69,20                   |
| ↳ Astenuti (% su iscritti) | ↳ Astenuti (% su iscritti)                | ↳ Astenuti (% su iscritti) | 21 692                  | 30,80                   |
|                            |                                           |                            |                         |                         |
|                            | Esito: collegio confermato a Conservatore |                            |                         |                         |

### Elezioni negli anni 2000
| Partito                    | Partito                                   | Candidato                      | Risultati 10 luglio 2008 | Risultati 10 luglio 2008 |
| Partito                    | Partito                                   | Candidato                      | Voti                     | %                        |
| -------------------------- | ----------------------------------------- | ------------------------------ | ------------------------ | ------------------------ |
|                            | Conservatore                              | David Davis                    | 17 113                   | 71,57                    |
|                            | Verdi                                     | Shan Oakes                     | 1 758                    | 7,35                     |
|                            | Democratici                               | Joanne Robinson                | 1 714                    | 7,17                     |
|                            | Fronte Nazionale                          | Tess Culnane                   | 544                      | 2,28                     |
|                            | Miss Great Britain Party                  | Gemma Garrett                  | 521                      | 2,18                     |
|                            | Indipendente                              | Jill Saward                    | 492                      | 2,06                     |
|                            | Monster Raving Loony                      | Mad Cow-Girl                   | 412                      | 1,72                     |
|                            | Indipendente                              | Walter Sweeney                 | 238                      | 1,00                     |
|                            | Indipendente                              | John Nicholson                 | 162                      | 0,68                     |
|                            | Indipendente                              | David Craig                    | 135                      | 0,56                     |
|                            | New Party                                 | David Pinder                   | 135                      | 0,56                     |
|                            | —                                         | David Icke                     | 110                      | 0,46                     |
|                            | —                                         | Candidati con meno di 100 voti | 577                      | 2,41                     |
|                            |                                           |                                |                          |                          |
| Iscritti                   | Iscritti                                  | Iscritti                       | 69 307                   | 100,00                   |
| ↳ Votanti (% su iscritti)  | ↳ Votanti (% su iscritti)                 | ↳ Votanti (% su iscritti)      | 23 911                   | 34,50                    |
| ↳ Astenuti (% su iscritti) | ↳ Astenuti (% su iscritti)                | ↳ Astenuti (% su iscritti)     | 45 396                   | 65,50                    |
|                            |                                           |                                |                          |                          |
|                            | Esito: collegio confermato a Conservatore |                                |                          |                          |

| Partito                    | Partito                                   | Candidato                  | Risultati 5 maggio 2005 | Risultati 5 maggio 2005 |
| Partito                    | Partito                                   | Candidato                  | Voti                    | %                       |
| -------------------------- | ----------------------------------------- | -------------------------- | ----------------------- | ----------------------- |
|                            | Conservatore                              | David Davis                | 22 792                  | 47,45                   |
|                            | Lib Dem                                   | Jon Neal                   | 17 676                  | 36,80                   |
|                            | Laburista                                 | Edward Hart                | 6 104                   | 12,71                   |
|                            | BNP                                       | John Mainprize             | 798                     | 1,66                    |
|                            | UKIP                                      | Philip Lane                | 659                     | 1,37                    |
|                            |                                           |                            |                         |                         |
| Iscritti                   | Iscritti                                  | Iscritti                   | 68 514                  | 100,00                  |
| ↳ Votanti (% su iscritti)  | ↳ Votanti (% su iscritti)                 | ↳ Votanti (% su iscritti)  | 48 029                  | 70,10                   |
| ↳ Astenuti (% su iscritti) | ↳ Astenuti (% su iscritti)                | ↳ Astenuti (% su iscritti) | 20 485                  | 29,90                   |
|                            |                                           |                            |                         |                         |
|                            | Esito: collegio confermato a Conservatore |                            |                         |                         |

| Partito                    | Partito                                   | Candidato                  | Risultati 7 giugno 2001 | Risultati 7 giugno 2001 |
| Partito                    | Partito                                   | Candidato                  | Voti                    | %                       |
| -------------------------- | ----------------------------------------- | -------------------------- | ----------------------- | ----------------------- |
|                            | Conservatore                              | David Davis                | 18 994                  | 43,24                   |
|                            | Lib Dem                                   | Jon Neal                   | 17 091                  | 38,91                   |
|                            | Laburista                                 | Leslie Howell              | 6 898                   | 15,70                   |
|                            | UKIP                                      | Joanne Robinson            | 945                     | 2,15                    |
|                            |                                           |                            |                         |                         |
| Iscritti                   | Iscritti                                  | Iscritti                   | 66 759                  | 100,00                  |
| ↳ Votanti (% su iscritti)  | ↳ Votanti (% su iscritti)                 | ↳ Votanti (% su iscritti)  | 43 928                  | 65,80                   |
| ↳ Astenuti (% su iscritti) | ↳ Astenuti (% su iscritti)                | ↳ Astenuti (% su iscritti) | 22 831                  | 34,20                   |
|                            |                                           |                            |                         |                         |
|                            | Esito: collegio confermato a Conservatore |                            |                         |                         |

## Risultati dei referendum

### Referendum sulla permanenza del Regno Unito nell'Unione europea del 2016
|             | Collegio               | Lasciare UE % | Rimanere in UE % |
| ----------- | ---------------------- | ------------- | ---------------- |
|             | Haltemprice and Howden | 55,4%         | 44,6%            |
| Inghilterra | 53,3%                  | 46,7%         |                  |
| Regno Unito | 51,9%                  | 48,1%         |                  |